# 烏魯魯
烏魯魯（英語：Uluru，另譯烏盧魯或烏魯汝），另稱艾爾斯岩（Ayers Rock），位於澳大利亞北領地的南部，是在澳大利亞中部形成的一個大型砂岩岩層，位於烏魯魯－卡塔楚塔國家公園之內。烏魯魯位於離它最近的大型城镇愛麗絲泉西南335公里处，連接兩地的公路長450公里。烏魯魯是該地區的澳大利亞原住民阿南古人的聖地。烏魯魯被列為世界遺產。
烏魯魯位於澳洲的近乎地理中央處的大型單體岩石（面積可能僅次於奧古斯特山）。由於形成烏魯魯的砂岩含有較多鐵粉，氧化之後的鐵粉呈現紅色，使得烏盧魯呈現紅色外觀。原住民在距今1萬年之前已經開始在烏魯魯一帶居住。這裡發現的壁畫遺跡中歷史最久的距今已有超過1000年的歷史。烏魯魯現在由原住民組織所有，在法律上該組織將烏魯魯一帶的土地借給澳洲政府至2084年。現在進入烏魯魯一帶地區需要支付38澳元（可待3天）的入場費。
2010年的一些爭議性事件再次引發禁止攀爬烏魯魯的呼聲。2017年11月1日，烏魯魯－卡塔楚塔國家公園管理局一致投票通過在2019年10月26日起禁止人們攀爬烏魯魯。

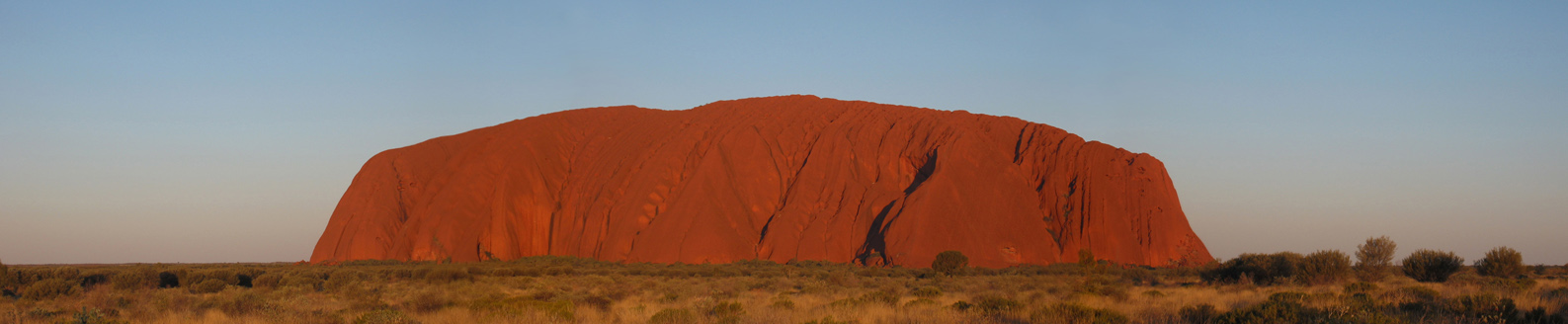
烏魯魯全景